# إبراهيم صحراوي
إبراهيم صحراوي (1958-) هو كاتب وناقد ومترجم وأستاذ جامعي جزائري، ولد في سطيف، وهو أستاذ للتعليم العالي بكلية اللغة العربية وآدابها واللغات الشرقية بجامعة الجزائر.
حصل على «جائزة ابن خلدون-سنغور للترجمة» في دورتها التاسعة 2016 عن كتاب «فلسفات عصرنا» الذي ترجمه من الفرنسية إلى العربية ونشره دار النشر الاختلاف الجزائري، والدار العربية للعلوم ناشرون.

## مؤلفات
صدرت له عدة أعمال منها:
- «تحليل الخطاب الأدبي»، دراسة تطبيقية، دار الآفاق الجزائر 1999، ط3 دار التنوير للنشر والتوزيع، الجزائر، 2014.[3]
- «ديوان القصّة»، منتخبات من القصّة القصيرة الجزائرية، امانة عمّان 2003، دار التنوير للنشر والتوزيع، الجزائر، 2021.[4]
- «نصوص ألكسي دو طوكفيل عن الجزائر»، في فلسفة الاحتلال والاستيطان (ترجمة)، ديوان المطوعات الجامعية، الجزائر 2008.
- «السرد العربي القديم - الأنواع والوظائف والبنيات»، الدار العربية للعلوم ناشرون، 2008، عدد الصفحات: 248.[5][6]
- «فلسفات عصرنا: تياراتها، مذاهبها، أعلامها وقضاياها». (ترجمة)، الدار العربية للعلوم ناشرون، 2009.[7]

- «رجل الاستشراق؛ مسارات اللغة العربية في فرنسا»، (ترجمة) دار التنوير للنشر والتوزيع، 2012، عدد الصفحات: 236.[8]
- «مأزق التنوير : اسئلة الحداثة والمرجعية في الفكر العربي : مناظرة فكرية» بالاشتراك مع أحمد دلباني، شركة آفاق كوم للاتصال والإشهار، الجزائر، 2013.[9]

- «الهوية، الفرد، الجماعة والمجتمع» (ترجمة)، دار التنوير للنشر والتوزيع، الجزائر، 2015.
- «جاز»، مسرحية، مارسيل بانيول (ترجمة)، دار التنوير للنشر والتوزيع، الجزائر، 2016.
- «موسوعة العلماء والادباء الجزائريين»، مراجعة إبراهيم صحراوي، منشورات الحضارة، الجزائر، 2016.[10]
- «سرديات»، مقالات نقدية ثثقافية، دار التنوير للنشر والتوزيع، الجزائر، 2018.
- «دانيال ريغ»، مستعرب فرنسي، سلسلة مائة كتا وكتاب (101)، جائزة الملك فيصل العالمية ومعهد العالم العربي في باريس، 2018.[11]

## جوائز
حصل على «جائزة ابن خلدون-سنغور للترجمة» في العلوم الإنسانية عن ترجمته لكتاب «فلسفات عصرنا»، واستلم الجائزة بحضور نخبة من المترجمين وأعضاء لجنة تحكيم الجائزة التي تمنحها المنظمة العربية للتربية والثقافة والعلوم (الألسكو) بالتعاون مع المنظمة الدولية للفرانكفونية، واعتبرت لجنة التحكيم أن أهمية العمل تعود إلى كونه «يعرض الفلسفات بأسلوب تبسيطي شمولي عام يتوجه إلى فئات كثيرة وشرائح واسعة من جمهور القراء».